# Szuhafő, Borsod-Abaúj-Zemplén
Szuhafő este un sat în districtul Putnok, județul Borsod-Abaúj-Zemplén, Ungaria, având o populație de 170 de locuitori (2011). 

## Demografie
Componența etnică a satului Szuhafő
     Maghiari (95,39%)
     Romi (4,61%)
Componența confesională a satului Szuhafő
     Reformați (40%)
     Romano-catolici (22,94%)
     Fără religie (6,47%)
     Greco-catolici (1,76%)
     Necunoscută (28,82%)
Conform recensământului din 2011, satul Szuhafő avea 170 de locuitori. Din punct de vedere etnic, majoritatea locuitorilor (95,39%) erau maghiari, cu o minoritate de romi (4,61%). Nu există o religie majoritară, locuitorii fiind reformați (40,0%), romano-catolici (22,94%), persoane fără religie (6,47%) și greco-catolici (1,76%). Pentru 28,82% din locuitori nu este cunoscută apartenența confesională.